# Philodromus sticticus
Philodromus sticticus es una especie de araña cangrejo del género Philodromus, familia Philodromidae. Fue descrita científicamente por Lucas en 1858.

## Distribución
Esta especie se encuentra en Gabón.